# Harry Edmond Edgell
Harry Edmond Edgell, CB (* 1809; † 4. Februar 1876) war ein britischer Seeoffizier der Royal Navy und zuletzt Konteradmiral.

## Leben
Harry Edmond Edgell trat im Mai 1821 in das Royal Naval College in Portsmouth ein und absolvierte eine Ausbildung zum Seeoffizier. Während seiner darauf folgenden Verwendungen wurde er am 3. Juni 1828 zum Lieutenant sowie am 10. Januar 1837 zum Commander befördert. Am 9. Mai 1845 wurde er Kommandant der zur Mittelmeerflotte (Mediterranean Fleet) gehörenden Brigg-Sloop HMS Siren. Am 9. November 1846 erfolgte seine Beförderung zum Captain. Als solcher wurde er am 13. August 1855 zur Marinestation Pazifik (Pacific Station) versetzt, wo er als Kommandant der Fregatte HMS Tribune im Zweiten Opiumkrieg (1856 bis 1860) zum Einsatz kam.
Am 10. Mai 1856 wurde er zum Commodore befördert und später zur Marinestation Ostindien und China (East Indies and China Station). Dort war er zunächst zwischen dem 27. Dezember 1858 und dem 16. Februar 1859 Kommandant der Fregatte HMS Chesapeake und anschließend vom 27. April 1859 bis zum 22. Dezember 1860 Kommandant der Fregatte HMS Retribution. Für seine Verdienste wurde er 1859 zum Companion des Order of the Bath (CB) ernannt.
Edgell war zwischen dem 27. April und dem 21. Juni 1863 kurzzeitig noch als Nachfolger von Captain George Fowler Hastings Superintendent des Royal Hospital Haslar, das Lazarett der Royal Navy in Gosport, sowie zugleich des Royal Clarence Yard, 1828 in Gosport als eine der beiden wichtigsten, speziell errichteten Provianteinrichtungen der Royal Navy in der Provinz gegründet. Er wurde am 15. Juni 1864 zum Rear-Admiral befördert und trat am 1. April 1866 mit diesem Rang nach fast 45 Dienstjahren in den Ruhestand. Im Ruhestand wurde ihm am 14. Juli 1871 zudem der Ehren-Rang eines Retired Vice-Admiral verliehen.